# Wayne City
Wayne City és una població dels Estats Units a l'estat d'Illinois. Segons el cens del 2000 tenia 1.089 habitants.

## Demografia
Segons el cens del 2000, Wayne City tenia 1.089 habitants, 479 habitatges, i 314 famílies. La densitat de població era de 250,3 habitants/km².
Dels 479 habitatges en un 30,7% hi vivien nens de menys de 18 anys, en un 52,4% hi vivien parelles casades, en un 9,8% dones solteres, i en un 34,4% no eren unitats familiars. En el 33,4% dels habitatges hi vivien persones soles el 20,3% de les quals corresponia a persones de 65 anys o més que vivien soles. El nombre mitjà de persones vivint en cada habitatge era de 2,27 i el nombre mitjà de persones que vivien en cada família era de 2,86.
Per edats la població es repartia de la següent manera: un 25,3% tenia menys de 18 anys, un 8% entre 18 i 24, un 24,2% entre 25 i 44, un 20,5% de 45 a 60 i un 21,9% 65 anys o més.
L'edat mediana era de 37 anys. Per cada 100 dones de 18 o més anys hi havia 79,1 homes.
La renda mediana per habitatge era de 27.009 $ i la renda mediana per família de 33.750 $. Els homes tenien una renda mediana de 28.269 $ mentre que les dones 21.842 $. La renda per capita de la població era de 13.333 $. Aproximadament el 13,6% de les famílies i el 18,4% de la població estaven per davall del llindar de pobresa.

## Poblacions més properes
El següent diagrama mostra les poblacions més properes.